# Orthotrichum denticulatum
Orthotrichum denticulatum är en bladmossart som beskrevs av Jette Lewinsky 1978. Orthotrichum denticulatum ingår i släktet hättemossor, och familjen Orthotrichaceae. Inga underarter finns listade i Catalogue of Life.